# Maksim Vylegžanin
Maksim Michajlovič Vylegžanin, accreditato come Maxim Vylegzhanin dalla FIS (in russo Максим Михайлович Вылегжанин?; Sharkan, 18 ottobre 1982), è un fondista russo.

## Biografia
In Coppa del Mondo ha esordito il 22 gennaio 2005 nell'inseguimento di Pragelato (37°), ha ottenuto il primo podio il 25 marzo 2007 nella staffetta di Falun (2°) e la prima vittoria il 18 dicembre 2010 nella 30 km a tecnica libera con partenza in linea di La Clusaz.
In carriera ha preso parte a due edizioni dei Giochi olimpici invernali, Vancouver 2010 (9° nella 15 km, 8° nella 50 km, 17° nell'inseguimento, 8° nella staffetta) e Soči 2014 (2° nella 50 km, 4º nello skiathlon, 2° nella sprint a squadre, 2° nella staffetta), e a sei dei Campionati mondiali, vincendo cinque medaglie.
Nell'ambito delle inchieste sul doping di Stato in Russia, il 9 novembre 2017 il Comitato Olimpico Internazionale ha accertato una violazione delle normative antidoping da parte di Vylegžanin in occasione delle Olimpiadi di Soči, annullando conseguentemente i risultati ottenuti e proibendogli di partecipare a future edizioni dei Giochi olimpici. Conseguentemente, anche la Federazione Internazionale Sci ha aperto un'inchiesta sulla posizione di Vylegžanin, escludendolo dalle competizioni a partire dal 30 novembre. Il 1º febbraio 2018 il Tribunale Arbitrale dello Sport ha però accolto il ricorso presentato da Vylegžanin contro tale decisione; conseguentemente, anche la Federazione Internazionale Sci ha revocato la propria sospensione.

## Palmarès

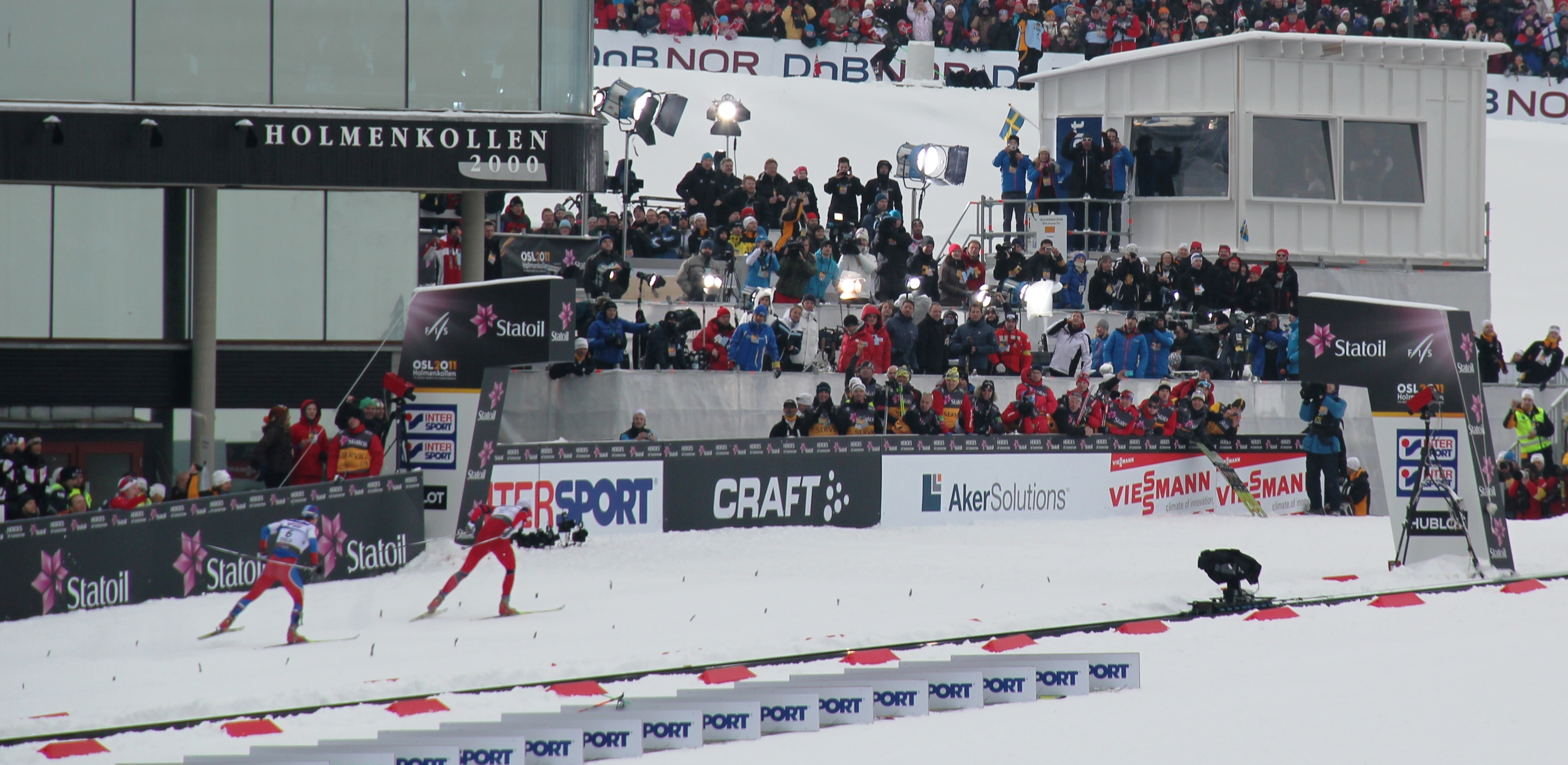
La volata finale della gara a inseguimento di Oslo 2011, con Vylegžanin (a sinistra) battuto da Petter Northug

### Olimpiadi
- 3 medaglie:
  - 3 argenti (50 km, sprint a squadre, staffetta a Soči 2014)

### Mondiali
- 5 medaglie:
  - 1 oro (skiathlon a Falun 2015)
  - 3 argenti (50 km a Liberec 2009; 50 km, inseguimento a Oslo 2011)
  - 1 bronzo (staffetta a Val di Fiemme 2013)

### Coppa del Mondo
- Miglior piazzamento in classifica generale: 5º nel 2013
- 25 podi (15 individuali, 10 a squadre):
  - 9 vittorie (5 individuali, 4 a squadre)
  - 9 secondi posti (4 individuali, 5 a squadre)
  - 7 terzi posti (6 individuali, 1 a squadre)

#### Coppa del Mondo - vittorie
| Data             | Località             | Nazione   | Spec.                                                                     |
| ---------------- | -------------------- | --------- | ------------------------------------------------------------------------- |
| 18 dicembre 2010 | La Clusaz            | Francia   | 30 km TL MS                                                               |
| 6 febbraio 2011  | Rybinsk              | Russia    | 4x10 km (con Evgenij Belov, Pëtr Sedov e Aleksandr Legkov)                |
| 5 febbraio 2012  | Rybinsk              | Russia    | 30 km ST                                                                  |
| 3 febbraio 2013  | Soči                 | Russia    | TS TC (con Dmitrij Japarov)                                               |
| 8 dicembre 2013  | Lillehammer          | Norvegia  | 4x7,5 km (con Dmitrij Japarov, Aleksandr Bessmertnych e Aleksandr Legkov) |
| 12 gennaio 2014  | Nové Město na Moravě | Rep. Ceca | TS TC (con Nikita Krjukov)                                                |
| 19 gennaio 2014  | Szklarska Poręba     | Polonia   | 15 km TC                                                                  |
| 25 gennaio 2015  | Rybinsk              | Russia    | 30 km ST                                                                  |
| 13 febbraio 2016 | Falun                | Svezia    | 10 km TC                                                                  |

Legenda:

TC = tecnica classica

TL = tecnica libera

MS = partenza in linea

ST = skiathlon

TS = sprint a squadre

#### Coppa del Mondo - competizioni intermedie
- 9 podi di tappa:
  - 2 vittorie
  - 3 secondi posti
  - 4 terzi posti

##### Coppa del Mondo - vittorie di tappa
| Data             | Località | Nazione   | Competizione   | Disciplina  |
| ---------------- | -------- | --------- | -------------- | ----------- |
| 2 dicembre 2012  | Kuusamo  | Finlandia | Nordic Opening | 15 km TC PU |
| 30 dicembre 2012 | Oberhof  | Germania  | Tour de Ski    | 15 km TC PU |

Legenda:

PU = inseguimento

TC = tecnica classica